# Maladera costigera
Maladera costigera är en skalbaggsart som beskrevs av Blanchard 1850. Maladera costigera ingår i släktet Maladera och familjen Melolonthidae. Inga underarter finns listade i Catalogue of Life.